# Lophoptera semirufa
Lophoptera semirufa är en fjärilsart som beskrevs av Druce 1911. Lophoptera semirufa ingår i släktet Lophoptera och familjen nattflyn. Inga underarter finns listade i Catalogue of Life.